# In vitro
In vitro és una locució llatina que significa ‘en un medi artificial’, ‘en el laboratori’ i prové de la imatge del tub d'assaig de vidre. Es va servir en la biològia, bioquímica o la medicina per a distingir intervencions o experiments executats in vivo, dins d'un organisme viu.
Les condicions en el medi cel·lular poden ser molt diferents de les que es donen en un tub d'assaig. Es fa servir sovint l'expressió en les tècniques de fecundació artificial: in vitro, quan es fecunda en laboratori amb espermatozoides òvuls extrets dels ovaris que després es reimplanten.
Molts experiments en biologia cel·lular es fan fora de l'organisme. Els experiments in vitro poden produir resultats diferents de la realita in vivo perquè les condicions poden no correspondre a les condicions dins de l'organisme. Experiments científics in vitro sovint són una fase preliminària als experiments in vivo. Es fan servir per exemple per a provar noves medicines o cosmètics, abans d'experimentar-los amb animals o humans, com a mètode més ètic.